# Stefano Zavattoni
Stefano Zavattoni (Foligno, 19 dicembre 1970) è un pianista, compositore, arrangiatore e direttore d'orchestra italiano.

## Biografia
Inizia i primi studi musicali all’età di sei anni nella scuola privata del Vescovato di Assisi sotto la guida del M° Alberto Ciammarughi e si diploma in pianoforte nel 1994 presso il Conservatorio Francesco Morlacchi di Perugia sotto la guida del M° Anna Maria Pesce. È autore di musica leggera strumentale e non, per fini televisivi e radiofonici (sottofondi, sigle ecc.).
La forte passione fin dalla giovanissima età per la composizione, l'orchestrazione e l'arrangiamento in generale comincia a prendere il sopravvento oltre al fatto di essere comunque un pianista molto versatile.

## Carriera

### Elenco cronologico dell'attività
• Nel 1995 ottiene il primo contratto triennale con una delle più note case editrici europee per la musica bandistica (Edizioni Scomegna) scrivendo brani originali e/o arrangiamenti e trascrizioni per Banda e inizia a comporre musica leggera strumentale e non, per fini televisivi e radiofonici (sottofondi, sigle ecc.).
• Nel 1997 crea la All Times Orchestra (Big Band) composta da 18 elementi più 5 cantanti dove oltre ad essere il pianista cura gli arrangiamenti e la direzione d’orchestra ripercorrendo le orme delle grandi orchestre americane dagli anni ’30 ad oggi.
• Nel 1998 è uno dei 10 vincitori del Premio città di Recanati per la musica d’autore con la canzone “L’olivo e l’olivastro” del trio Zameca dove risulta autore di testo e musica.
• Nel 1999 viene richiesto con la All Times dal cantante Paolo Belli per l’incisione del suo primo disco live A me mi piace lo swing dove cura tutti gli arrangiamenti e partecipa anche come pianista sia nel disco che nel tour estivo.
• Nel 2000 è arrangiatore e pianista con la suddetta orchestra e Paolo Belli, della fortunata trasmissione Torno Sabato con Giorgio Panariello in diretta il sabato sera in prima serata su Rai 1 con la regia di Duccio Forzano e gli autori Carlo Pistarino e Giampiero Solari, tra gli altri.
• In seguito: Sanremo Estate edizione 2000 e 2001 ideato da Sergio Bardotti e Carlo Conti e contemporaneamente il secondo disco di Paolo Belli Belli Dentro (2001), oltre alla collaborazione sulla colonna sonora dell’ultimo film di Giorgio Panariello Al momento giusto in qualità di pianista e arrangiatore.
• Nel giugno 2000, insieme alla All Times Orchestra registra, con arrangiamenti originali su musiche originali di Stefano Reali, Deus ex machina tratto da God di Woody Allen con l’adattamento teatrale di Pino Quartullo, il quale è anche regista ed attore, con Sandra Collodel e le coreografie di Tony Ventura.
• Nel settembre 2001 parte con la lunga tournée televisiva Torno Sabato la lotteria con Giorgio Panariello, varietà televisivo abbinato alla Lotteria Italia tutti i sabato sera in diretta su Rai 1 dai vari Palasport italiani, in qualità di arrangiatore e pianista.
• Nello stesso periodo, lavora agli arrangiamenti del terzo disco di Paolo Belli Belli e Pupe.
• Nell’anno 2002 è vincitore di un ambito concorso Nazionale in onore al M° Pippo Barzizza (Premio Barzizza, forse unico concorso per arrangiatori di orchestra ritmo-sinfonica) con la giuria presieduta da Ennio Morricone, Giancarlo Chiaramello (vice presidente) Gianni Ferrio (M° onorario).
• Ancora nel 2002 costituisce una vera e propria orchestra ritmo-sinfonica di 50 elementi con la quale ottiene il primo appalto televisivo in prima serata su Rai 1 nel marzo 2003 con il concerto per la pace Nel nome del cuore sia come arrangiatore che come direttore d’orchestra, accompagnando: Al Bano, Ami Stewart e Rossana Casale (ospiti della serata insieme a Lucio Dalla, Andrea Bocelli e Katia Ricciarelli).
• 2004 pianista e arrangiatore di Ma il cielo è sempre più blu Rai 1 show condotto da Giorgio Panariello orchestra diretta dal M° Fio Zanotti.
• 2004 (15 Dicembre) trascrive e dirige The Glenn Miller Story col patrocinio dell’Ambasciata USA in Roma. Il concerto verrà eseguito dal 2004 al 2014 più volte, sia presso il Teatro Lyrick di Assisi (PG) che nella Villa Residenziale dell’Ambasciatore Statunitense in Roma in occasione del 4 luglio festa dell’indipendenza Americana.
• 2005 tastierista e arrangiatore di Music for Asia in onda su Canale 5 con l’orchestra diretta da Beppe Vessicchio, Fio Zanotti e Lucio Fabbri.
• 2005 (aprile) scrive e dirige Harry James Tribute per la stagione 2004-2005 del Teatro Lyrick di Assisi.
• 2006 pianista e arrangiatore della trasmissione televisiva Music Farm condotta da Simona Ventura su Rai 2.
• 2006 riceve il Premio “UmbriaRoma 2006” presso l'Auditorium della Conciliazione di Roma.
• 2006 Orchestrazione e direzione d'orchestra per la colonna sonora del film Uno su due con Fabio Volo, Ninetto Davoli e la regia di Eugenio Cappuccio.
• 2013 Arrangiamenti orchestrazione di Libertango (Astor Piazzolla), My Way (J. Revaux) per tromba e l’Orchestra sinfonica Taipei Sinphony Orchestra in Taiwan.
• 2013 Arrangiamenti e orchestrazione trasmissione televisiva Omaggio ai grandi della Musica serata dedicate a Mia Martini, orchestra diretta da Renato Serio.
• 2013 Arrangiatore e direttore d’orchestra del DVD omaggio a Lucio Dalla di Fiorella Mannoia dal titolo A te con concerti live presso l’Auditorium Parco della Musica, con messa in onda di Rai 1.
• 2014 Arrangiatore e direttore d'orchestra del Cd "Into the strings" di Alessandro Bertozzi.
• 2014 Arrangiatore e maestro sostituto di Sogno e son desto Rai 1 condotto da Massimo Ranieri.
• 2014 in occasione dei 70 anni della morte di Glenn Miller la stampa nazionale (La Nazione, Il Resto del Carlino e Il Giorno) pubblicano in edicola il CD The Glenn Miller Story della All Times Orchestra diretta dal M° Stefano Zavattoni col patrocinio dell’Ambasciata USA in Roma.
• 2016 Dirige la sua All Times Orchestra al Festival internazionale Umbria Jazz 2016.
• 2016 Arrangiamenti e trascrizioni per Luigi Tenco Tribut al Teatro Ariston.
• 2017 Pianista e arrangiatore dei brani di Annie Lennox per il Concerto di Natale trasmesso su Canale 5 registrato presso la Sala Paolo VI in Vaticano (Roma), orchestra diretta dal M° Renato Serio.
• 2018 Nel Concerto di Natale dalla Sala Paolo VI in Vaticano (Roma) trasmesso su Canale 5, è arrangiatore e direttore d’Orchestra insieme al M° Renato Serio.
• 2018 Si occupa dell’orchestrazione, arrangiamenti e della Direzione d’Orchestra per la registrazione delle musiche, scritte da Dinner Gratis (Checco Zalone), del film “I Moschettieri del Re” con PF. Favino, V. Mastrandrea, R. Pappaleo, S. Rubini per la regia di Giovanni Veronesi. Alla fine dello stesso anno, arrangia e dirige brani di alcuni Artisti ospiti del Concerto di Natale trasmesso su Canale 5 e registrato presso la Sala Paolo VI in Vaticano , tra cui Dee Dee Bridgewater, Fabrizio Bosso e Raphael Gualazzi.
• 2019: per il nuovo album di Angelo Branduardi, “Il cammino dell’Anima”, si occupa dell’Orchestrazione e della Direzione d’Orchestra. Contemporaneamente scrive gli arrangiamenti di buona parte delle musiche del programma televisivo “Amici” in onda su Canale 5.

### Trasmissioni televisive (come pianista)
• Volami nel cuore condotto da Pupo su Rai 1 (2008)
• Tutti a scuola in diretta dal Quirinale su Rai 1 (2008)
• Ornella Vanoni (50 anni di carriera) in Ancora più di me in diretta su Rai 1 condotto da Ornella Vanoni (2008)
• In diretta su Rai 1 L'anno che verrà condotto da Carlo Conti (2008)
• Ti lascio una canzone 2 in diretta su Rai 1 dal Teatro Ariston di Sanremo condotto da Antonella Clerici (2009)
• Cocciante canta Cocciante su Rai 2 dall’Arena di Verona con l’orchestra e il Coro Stabile dell’Arena (2009)
• Tutti a scuola in diretta dal Quirinale su RAI 1 (2009)
• Grazie a tutti condotto da Gianni Morandi in diretta su Rai 1 dal Teatro delle Vittorie (2009)
• In diretta su Rai 1 L'anno che verrà condotto da Fabrizio Frizi (2009)
• Ti lascio una canzone 3 condotto da Antonella Clerici in diretta su Rai 1 dall’Auditorium della Rai di Napoli (2010)
• Ti lascio una canzone 4 condotto da Antonella Clerici in diretta su Rai 1 dall’Auditorium della Rai di Napoli (2010)
• Rai 1 Buon Natale con Frate Indovino condotto da Massimo Giletti (2010)
• In diretta su Rai 1 L'anno che verrà condotto da Max Giusti e Mara Venier (2010)
• Ti lascio una canzone 5 condotto da Antonella Clerici in diretta su Rai 1 dall’Auditorium Foro Italico della Rai di Roma (2011)
• Rai 1 Buon Natale con Frate Indovino condotto da Massimo Giletti (2011)
• Festival di Sanremo performance Adriano Celentano (2012)
• Rai 1 Buon Natale con Frate Indovino condotto da Massimo Giletti (2012)
• Ti lascio una canzone 6 condotto da Antonella Clerici in diretta su Rai 1 dallo Studio 5 della DEAR di Roma (2013)
• Tutti a scuola in diretta dal Quirinale su Rai 1 (2013)
• Gianni Morandi Live in Arena in diretta su Canale 5 dall’Arena di Verona con l’Orchestra Nazionale dei Conservatori (2013)
• Ti lascio una canzone 7 condotto da Antonella Clerici in diretta su Rai 1 Dagli Studi Dear di Roma (2014)
• Ti lascio una canzone 8 condotto da Antonella Clerici in diretta su Rai 1 dall’Auditorium Foritalico della Rai di Roma (2015)
• "IL VOLO Live a Pompei" (2015)
• 20° di Porta a Porta in diretta su Rai 1 (2016)
• Standing Ovation condotto da Antonella Clerici in diretta su Rai 1 (2013)
• Un Goal per l’Italia condotto da Marco Liorni in diretta su Rai 1 dai paesi colpiti dal terremoto (Norcia) accompagnando al pianoforte Serena Rossi e Chiara (2017)
• Pianista di Annie Lennox per il Concerto di Natale trasmesso su Canale 5 registrato presso la Sala Paolo VI in Vaticano (Roma), Orchestra diretta dal M° Renato Serio (2017)
• Arrangiatore e direttore d’orchestra con il M° Renato Serio per il Concerto di Natale.
• Arrangiatore e Direttore d’Orchestra per il concerto di Natale trasmesso su Canale 5 registrato presso la Sala Paolo VI in Vaticano  (2018)
• Pianista Arrangiatore e Maestro Sostituto nel Programma "Adrian" di e con Adriano Celentano in onda su Canale 5 (2019)
• Premio della giuria Popolare e secondo Premio della giuria tecnica del Concorso Internazionale "Luis Bacalov" del  (2021) istituito dall'Orchestra della Magna Grecia.